# Криванські Вітрові голі
Криванські Вітрові голі (Krivánske Veterné hole) — гірський масив в Словаччині; геоморфологічна підодиниця масиву Мала Фатра Найвища точка — Вельки-Крівань (1708 метрів).. Місце розташування — Жилінський край